# Ievguenia Bosch
Pour les articles homonymes, voir Bosch.
Ievguenia Bogdanovna (Gotlibovna) Bosch, (ukrainien : Євгенія Богданівна (Готлібівна) Бош ; russe : Евге́ния Богда́новна (Го́тлибовна) Бош), est née Meisch (russe : Майш) en 22 août 1879 (3 septembre dans le calendrier grégorien) à Adjigiol près Otchakiv en Ukraine et est morte le 5 janvier 1925 à Moscou (Union soviétique), est une révolutionnaire de l'Empire russe, ukrainienne d'origine allemande, dirigeante de l'éphémère République soviétique populaire d'Ukraine et cadre du Parti communiste bolchevique pendant la guerre civile russe.
Elle est parfois considérée une des premières femmes cheffes d'un gouvernement national, pour avoir été fin 1917 et début 1918 secrétaire du Peuple à l'Intérieur et chargé de la coordination des travaux du Secrétariat du Peuple, organe exécutif de la République soviétique populaire d'Ukraine. Impliquée dans la Terreur rouge et la guerre civile, elle est comme d'autres bolcheviques responsable d'excès dans la répression, notamment à l'encontre des paysans de la région de Penza.
Ayant adhéré au parti ouvrier social-démocrate de Russie en 1901, d'emblée bolchevique, elle a été à plusieurs reprises dans l'opposition à la direction du parti, et notamment à Lénine. Elle soutient Trotski en 1923, et rejoint l'opposition de gauche à Staline.
Très gravement malade, probablement désespérée par l'évolution du parti, elle se suicide en 1925, et en l'absence de reconnaissance officielle, tombe dans l'oubli.

## Biographie

### Famille, jeunesse, débuts révolutionnaires
Ievguenia Meisch naît dans l'Empire russe le 22 août 1879 (3 septembre dans le calendrier grégorien) à Adjigiol près Otchakiv dans le gouvernement de Kherson, actuellement oblast de Mykolaïv, en Ukraine. Son père, Gotlieb Meisch, est un colon « allemand », immigré luxembourgeois, mécanicien, qui a acquis une propriété près de Kherson. Sa mère, Maria Parfentievna Krousser, est d'une famille noble moldave,. Son père meurt durant son enfance. Elle a, issu du remariage de sa mère avec le frère de son époux, un demi-frère, Aleksandr Krousser (ru), chef militaire soviétique pendant la guerre civile. Son oncle, ingénieur militaire, Gueorgui Pafnoutievitch Krousser (1878-1938), dirigera sous l'Union soviétique le département maritime du polygone de recherche et d'expérimentation balistique et est victime des répressions staliniennes.
Les relations d'Ievguenia avec sa famille sont assez mauvaises, menant à des fugues pendant son adolescence. Elle fait trois ans d'études secondaires au lycée de jeunes filles de Voznessensk. Elle se marie à 16 ans avec Petr Bosch, propriétaire d'un petit atelier de carrosserie. Ils ont deux filles. Elle continue sa formation tout en les élevant, et obtient un diplôme d'institutrice,.
À la fin des années 1890, elle rencontre des sociaux-démocrates, s'associe à leurs activités révolutionnaires, et rejoint en 1901 le parti ouvrier social-démocrate de Russie (POSDR). Lors du second congrès du parti, elle se déclare bolchevique,.
Elle quitte son mari en 1906, emmenant ses deux filles avec elle, divorce en 1907 et s'installe chez sa mère à Kiev. Elle prend contact avec les bolcheviques locaux, et elle milite clandestinement avec sa jeune demi-sœur et cousine germaine Ielena Rozmirovitch. Elle rencontre alors Gueorgui Piatakov, avec lequel elle entretiendra une relation militante et amoureuse. Ils auront un fils en 1919. En février 1911, elle est secrétaire du comité de Kiev du parti ouvrier social-démocrate de Russie (bolchevique) et entretient une correspondance avec Vladimir Lénine et Nadejda Kroupskaïa.

### Arrestation, exil, tour du monde et retour en Russie
Elle est arrêtée avec Gueorgui Piatakov en avril 1912. Elle fait plus d'une année de détention préventive à Iekaterinbourg, et sa santé se détériore. Tuberculeuse, elle souffrira ensuite de troubles cardiaques et pulmonaires. En novembre 1913, elle est condamnée à la privation de ses droits civiques et exilée en Sibérie, à Katchoug (ru), sur la rive occidentale du Baïkal, dans le gouvernement d'Irkoutsk,,.
Avec Gueorgui Piatakov, elle fuit de Sibérie par Vladivostok au Japon, et rejoint ensuite les États-Unis puis la Suisse. À la conférence de Berne des sections à l'étranger du POSDR, Evguenia Bosch et Gueorgui Piatakov forment l'opposition à Lénine, rejoignant le « groupe de Baugy », du nom d'un faubourg de Montreux, où figurent également Nikolaï Boukharine, Nikolaï Krylenko et Ielena Rozmirovitch. Ces divergences portent pour l'essentiel sur la question des nationalités. Après l'aggravation de ce conflit, Evguenia Bosch et Gueorgui Piatakov gagnent la capitale de la Suède, Stockholm, puis celle de la Norvège, Kristiania.
Evguenia Bosch et Gueorgui Piatakov font partie des premiers bolcheviques exilés à revenir en Russie après la révolution de Février. Elle arrive le 23 mars 1917 à Kiev, intègre le comité de Kiev du POSDR(b), la rédaction de la revue La voix sociale-démocrate ((ru) Голосе Социал-демократа) et d'autres structures bolcheviques. Elle s'oppose dans un premier temps à la volonté léniniste d'accéder la révolution (La voix sociale-démocrate publie le 9 avril la déclaration suivante : « Nous croyons que le développement des forces productives et du pouvoir social du prolétariat n'ont pas atteint le niveau à partir duquel la classe ouvrière puisse accomplir une révolution socialiste »).
Toutefois, après la VIIe conférence panrusse du POSDR(b) (ru), où Evguenia Bosch est déléguée, après avoir critiqué Gueorgui Petiakov, elle rejoint les positions de Lénine. Elle est élue à la tête de l'arrondissement du Kraï du Sud-Ouest (ru), puis en est la secrétaire du comité du POSDR(b). Elle est déléguée au 6e congrès du parti bolchevique,. Son conflit avec Gueorgui Piatakov, alors secrétaire du comité de Kiev du POSDR(b), conduit à la rupture de leur couple.

### Dirigeante de la République populaire soviétique d'Ukraine
L'Ukraine est alors en partie sous le contrôle de la Rada ukrainienne centrale, que la plupart des partis politiques ont formé le 4 mars 1917. La rada a proclamé l'autonomie de l'Ukraine le 10 juin 1917, et la République populaire d’Ukraine le 7 novembre 1917, 13 jours après la révolution d'Octobre à Saint-Pétersbourg.
Pendant celle-ci, Evguenia Bosch se trouve à Vinnytsia, et y dirige un soulèvement réprimé par les troupes du social-démocrate Vladimir Aleksandrovitch Kostitzine. Elle participe ensuite à la préparation du congrès ukrainien du POSDR(b) (3 - 5 décembre 1917), au comité central duquel elle entre, et à celle du congrès des soviets d'Ukraine, dont les bolcheviques n'arrivent pas à prendre le contrôle ni à le mettre dans l'opposition à la Rada centrale,.
Sur son initiative, les délégués bolcheviques et les représentants de courants de gauche d'autres partis quittent alors le congrès des soviets, et se transfèrent à Kharkiv, se joignant avec les délégués du 3e congrès des soviets de Donetsk et de Krivoï Rog, pour y réunir un congrès des soviets panukrainien (ru), les 11 et 12 décembre 1917, qui proclame la république soviétique populaire d'Ukraine, liée fédéralement à la Russie soviétique. Cette nouvelle république déclare déposer les pouvoirs de la Rada centrale de la République populaire d'Ukraine et considère comme caducs les lois et les règlements qu'elle a pris, les décrets du conseil des commissaires du peuple de la Russie soviétique s'appliquant dorénavant en Ukraine,,.
Evguenia Bosch est une des membres du comité central exécutif des soviets d'Ukraine, l'organe le plus élevé de la république soviétique, et qui désigne le pouvoir exécutif, le secrétariat du Peuple (ru). La constitution de ce secrétariat est difficile, en raison des désaccords entre les « locaux », de Kharkiv, et les « étrangers », de Kiev, sur les règles de représentation des deux composantes et de l'insuffisance de cadres d'origine ukrainienne. Il est conclu que les postulants aux fonctions gouvernementale doivent posséder avant tout de hautes qualités d'action et politiques, mais aussi être « si possible de nom ukrainien ». Dans la mesure où on ne trouve pas pour la fonction de dirigeant du gouvernement d'« ukrainien authentique », il est décidé « de ne désigner personne à la tête du conseil des secrétaires, à titre provisoire », et que « le secrétaire au Peuple pour l'intérieur est chargé de coordonner le travail de l'ensemble du secrétariat », en d'autres termes qu'il prend la responsabilité de la direction du secrétariat[réf. nécessaire].
Evguenia Bosch est nommé à cette fonction de coordination le 17 décembre. Le comité exécutif des soviets décide également d'« organiser auprès de son praesidium des services gouvernementaux travaillant sous la direction du secrétaire du Peuple à l'intérieur ». Cette décision conforte de façon déterminante son statut de quasi cheffe du gouvernement[réf. nécessaire].
Le siège du gouvernement est à Kharkiv jusqu'à la fin janvier 1918. Après la prise de Kiev par les troupes soviétiques, le comité des soviets et le conseil des secrétaires du peuple est transféré à Kiev. Dans un contexte de désaccord et face à l'avance des troupes allemandes, leur fonctionnement se dégrade. Evguenia Bosch, qui prend des positions radicales, est qualifiée de « dictateur »[réf. nécessaire]. Elle a rejoint en mars le groupe des « communistes de gauche »,. Elle s'oppose notamment à l'abandon sans combat de Kiev aux armées allemandes, mais n'est pas suivie, et elle est évacuée contre son gré de Kiev. Comprenant son isolement, et également en signe de désaccord avec la paix de Brest-Litovsk, par laquelle la Russie soviétique abandonne notamment l'Ukraine à l'influence allemande, elle quitte ses fonctions le 4 mars 1918. Mykola Skrypnyk est nommé à la tête du secrétariat du Peuple de la RSPU.

### Dans la Terreur rouge et la guerre civile
Evguenia Bosch se rend alors à Bakhmatch, où elle intègre le département politique du groupe d'armées de Vitaly Primakov, qui, tout en combattant les allemands, bat en retraite jusqu'à Merefa. Sa maladie s'aggrave, et elle doit se soigner à Tambov et à Lipetsk. À la demande de Lénine et de Iakov Sverdlov[réf. nécessaire], elle est envoyée à Penza, pour lutter contre la résistance des socialistes révolutionnaires, et présider le comité régional du parti communiste bolchevique,.
Selon les mots de Lénine, « une main dure est nécessaire » dans cette région pour les réquisitions de grains auprès des paysans. Quand des communistes de Penza, membres du comité exécutif régional, s'opposent aux exécutions sommaires de paysans, Evguenia Bosch les accuse de « trop de mollesse et de sabotage » dans un télégramme adressé à Lénine. Selon des témoins visuels, lors d'un meeting sur une place de village, « elle abat elle-même un paysan qui refusait de donner son grain » et « cette action révolte les paysans et provoque une réaction en chaîne de violence ». Épuisée nerveusement, elle n'arrive pas non plus à mettre fin aux abus des troupes volontaires bolchéviques,[réf. à confirmer].
Après l'aggravation de la situation sur le front ouest (ru), le comité central du PCR(b) l'envoie dans le sud de la Russie. Elle dirige le département politique du front de la Caspienne et du Caucase (ru). Elle est déléguée des communistes d'Astrakhan au 8e congrès du parti. Elle travaille ensuite au conseil de défense de la République socialiste soviétique lituano-biélorusse et aussi comme représentante plénipotentiaire du conseil des commissaires du peuple de la République socialiste soviétique d'Ukraine dans la zone de combat avec les Forces Armées du Sud de la Russie,,.

### Opposante et vaincue par la maladie
Sa maladie progresse, la clouant longtemps au lit de plus en plus souvent. Elle travaille quelque temps pour le comité central des unions professionnelles de l'agriculture et de la sylviculture, le commissariat du Peuple à éducation, à la commission centrale des unions professionnelles, au commissariat du Peuple à l'alimentation pour l'aide aux victimes des famines, et à l'inspection du travail agricole.
Elle rejoint l'opposition de gauche en 1923, et critique vertement le gouvernement soviétique, qu'elle considère comme un groupe de bureaucrates. Elle soutient Léon Trotski et signe la Déclaration des 46, le premier acte d'opposition organisée à Staline, mais perd toute influence avec l'alliance de Staline et de Boukharine à la tête du parti. Elle est envoyée plusieurs fois en Géorgie, en Allemagne et en Italie se soigner. Elle commence alors à écrire une autobiographie sous forme de lettres à ses filles, qu'elle ne put relire, et le livre Année de lutte, consacré à cette période d'affrontements politiques au sein de la république populaire d'Ukraine et de la 1re république soviétique d'Ukraine.
Lorsque les souffrances de la maladie deviennent insupportables, Evguenia Bosch se suicide le 5 janvier 1925 à Moscou. Ce suicide est aussi imputé à sa perte d'espoir lorsque Trotski doit quitter le commandement de l'Armée rouge. Victor Serge commente ainsi l'absence de funérailles officielles :

« Les camarades les plus rigoureux soutinrent que ce suicide, quelque justifié qu'il puisse être par une maladie incurable, restait un acte d'indiscipline. D'un autre côté, dans ce cas particulier, il était la preuve d'un engagement en faveur de l'opposition. »

## Publications
- (ru) Национальное правительство и Советская власть на Украине [« Gouvernement national et pouvoir soviétique en Ukraine »], Moscou,‎ 1919
- (ru) Год борьбы. Борьба за власть на Украине с апреля 1917 г. до немецкой оккупации [« Année de lutte. La lutte pour le pouvoir en Ukraine d'avril 1917 à l'occupation allemande »], Moscou, Госиздат,‎ 1925 [lire en ligne (page consultée le 30 septembre 2017)]
  - 2e édition : (ru) Год борьбы. Борьба за власть на Украине с апреля 1917 года до немецкой оккупации : Sous la direction scientifique, avec une introduction et des notes de P. L. Vargatiouk( П. Л. Варгатюка), Kiev, Политиздат Украины,‎ 1990 (ISBN 5-319-00505-9, OCLC 27641428, lire en ligne) ;
  - 3e édition : (ru) Год борьбы. Борьба за власть на Украине с апреля 1917 года до немецкой оккупации, Директ-Медиа, coll. « История Украины. Pro et contra »,‎ 2005, 276 p. (ISBN 978-5-4458-3299-7, lire en ligne).